# Xã Wrights, Quận Greene, Illinois
Xã Wrights (tiếng Anh: Wrights Township) là một xã thuộc quận Greene, tiểu bang Illinois, Hoa Kỳ. Năm 2010, dân số của xã này là 314 người.